# Buchloe
Buchloe je město v Německu. Patří k zemskému okresu Ostallgäu ve spolkové zemi Bavorsko. Žije v něm přibližně 14 tisíc obyvatel a je významnou železniční a silniční křižovatkou. Městem protéká řeka Gennach a jeho nadmořská výška se pohybuje od 600 do 650 metrů.

## Historie
Poprvé je zmíněno v roce 1150 pod názvem Buchelon („u světlého bukového lesa“). Městská práva udělil Buchloe Rudolf I. Habsburský. Od roku 1311 bylo majetkem augsburských biskupů. Město bylo vypáleno za šmalkaldské války a jeho význam upadl. Koncem osmnáctého století zde řádil loupežník Matthias Klostermayr.
V roce 1820 mělo Buchloe sedm set obyvatel, v roce 1847 byla zřízena železniční stanice a nastal růst populace. V roce 1954 byla Buchloe vrácena městská práva. Pod správu obce Buchloe patří také vesnice Hausen, Honsolgen, Koppenhof, Lindenberg, Schöttenau a Sinkelmühle.    
Ve městě žil nositel Nobelovy ceny Erwin Neher, po němž je pojmenována jedna z ulic. Buchloe je také známé díky automobilce Alpina a mlékárenskému podniku Karwendel-Werke. Nachází se zde i vlastivědné muzeum a lidová hvězdárna. Památkově chráněný je novogotický zámeček Rio.